# 오토데스크 소프트이미지

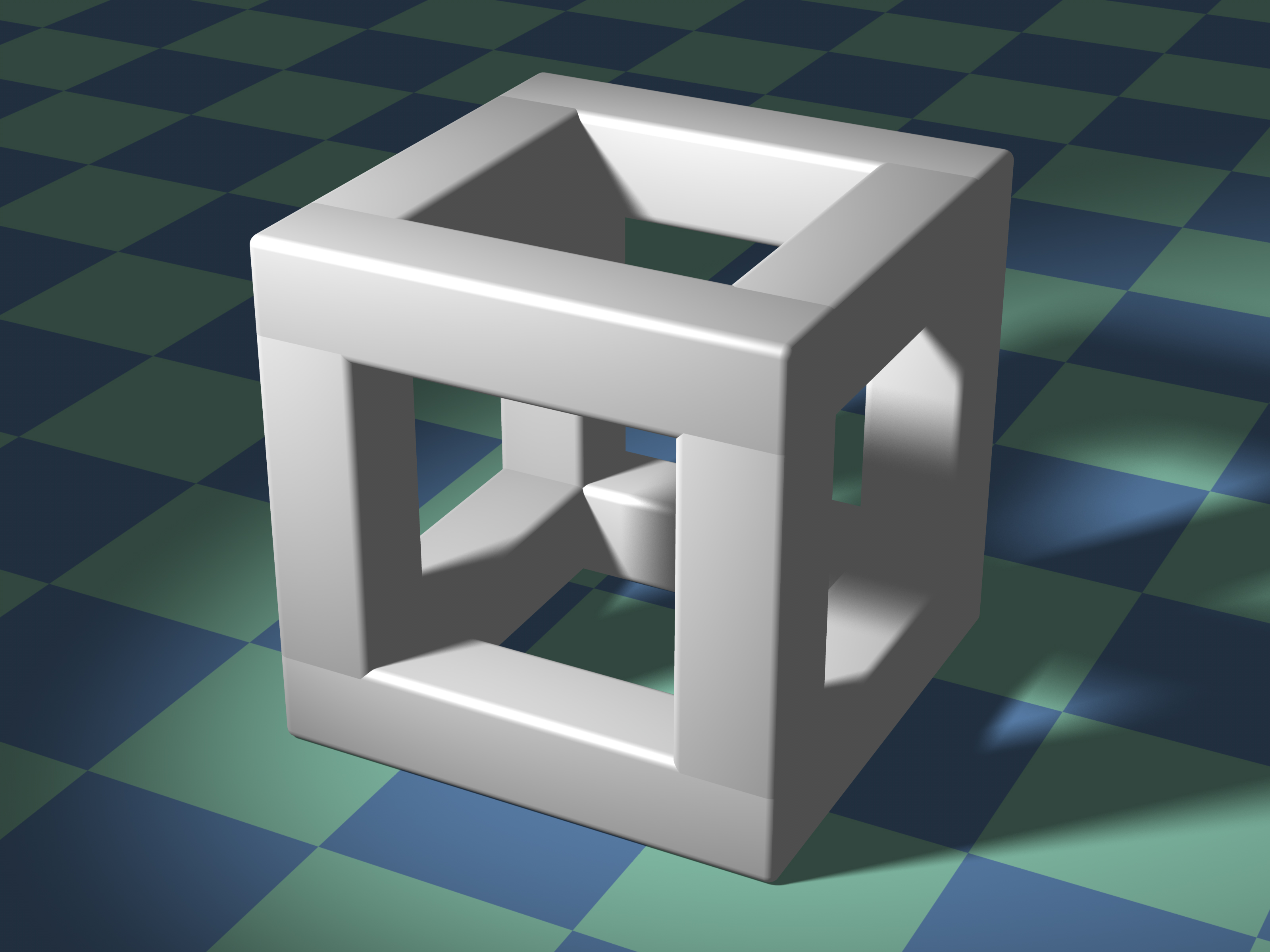

오토데스크 소프트이미지(Autodesk Softimage)는 1988년 소프트이미지에서 개발된 3차원 그래픽 소프트웨어로서, 동 회사가 2008년 11월 오토데스크에 인수합병되어, 지금은 오토데스크의 3차원 그래픽 소프트웨어 제품군으로 판매되고 있다.

## 소프트이미지를 사용하는 기업 목록

### 북아메리카
미국
- 보잉
- 레이시온
- 월트 디즈니 애니메이션 스튜디오 (이전에는 월트 디즈니 피처 애니메이션)
- 겐슬러
- ILM
- 워너 브라더스 애니메이션 (이전에는 워너 브라더스 텔레비전 애니메이션)
- PDI
- 일렉트로닉 아츠
- 록스타 샌디에이고 (이전에는 엔젤 스튜디오)
- Tippett Studio
- 픽사
- Kroyer Films
- Majesco Entertainment (이전에는 Majesco Sales)
- 리듬 & 휴스 스튜디오
- 빅 아이디어 엔터테인먼트 (이전에는 GRAFx 스튜디오)
- Splash Entertainment (이전에는 Mike Young Productions, Taffy Entertainment과 MoonScoop Entertainment)
- 디즈니툰 스튜디오 (이전에는 디즈니 무비툰)
- THQ
- 니켈로디언 애니메이션 스튜디오 (이전에는 게임 프로덕션)
- Magnetic Dreams
- 디지털 도메인
- Windlight Studios
- 릴 FX 크리에이티브 스튜디오
- 블러 스튜디오
- AWE Games
- Crave Entertainment
- SD 엔터테인먼트
- Titmouse
- Vicious Cycle Software
- 파파야 스튜디오
- 카툰 피자
- 블루 스카이 스튜디오
- Zoic Studios
- 뱅가드 애니메이션
- Sprite Animation Studios
- Glue Works Entertainment
- 루카스필름 애니메이션
- Kickstart Productions
- 프라나 스튜디오
- 라이카
- CBS 스튜디오
- 일루미네이션 (이전에는 일루미네이션 엔터테인먼트)
- Flurry Studios
- 징가
- SlimboJones

캐나다
- 넬바나
- Jam Filled Entertainment (이전에는 Dan Krech Productions, DKP Effects, DKP Studios, Starz Animation과 Arc Productions)
- 소니 픽처스 이미지워크스
- 메인프레임 스튜디오 (이전에는 메인프레임 엔터테인먼트, 레인메이커 엔터테인먼트과 레인메이커 스튜디오)
- C.O.R.E.
- 이미지 엔진 디자인
- Mercury Filmworks
- Keyframe Digital Productions
- Atomic Cartoons
- 구루 스튜디오
- Image Entertainment Corporation
- Meteor Studios
- Mr. X
- Nerd Corps Entertainment
- Nitrogen Studios
- Rodeo FX
- Relish Studios
- L'Atelier Animation

### 유럽
영국
- 사치 앤드 사치
- MPC
- 아드먼 애니메이션
- 프레임스토어 (이전에는 컴퓨터 필름 컴퍼니)
- 더 밀
- Blitz Games Studios (이전에는 Dizzy Enterprises, Interactive Studios과 Blitz Games)
- 시네사이트
- AbsoluteDigital Pictures (Absolute Studios 이라고도 함)
- DNEG
- 3D Films
- Jellyfish Pictures

아일랜드
- 브라운 백 필름
- 볼더 미디어
- Telegael
- Sixteen South

프랑스
- 아타리 SA (이전에는 인포그램즈)
- MoonScoop (이전에는 France Animation과 Antefilms)
- Mikros Image
- 유비소프트
- Millimages
- ESMA
- SPARX*
- Image-In (이전에는 Métal Hurlant Productions과 EnSky Studios)
- 메소드 애니메이션
- On/Off Interactive
- 게임로프트
- Xilam
- Machine Molle
- InteractiFactory
- Blue Spirit
- Cyber Group Studios
- Pumpkin 3D
- Studio Hari
- 일루미네이션 맥 거프

스페인
- BRB 인터내셔널
- Hampa Studio

이탈리아
- 몬도 TV
- 레인보우
- Animabit
- 레인보우 CGI

독일
- 스캔라인 VFX
- Munich Animation
- Shin’en Multimedia
- BAF Berlin Animation Film
- Trixter

오스트리아
- Arx Anima
- 이전에는 노르딕 게임즈 GmbH

벨기에
- nWave Pictures
- 스튜디오 100

핀란드
- Anima Vitae
- Rovio Animation

폴란드
- Platige Image

슬로베니아
- Outfit7

러시아
- Peterburg
- Pravoz

벨라루스
- Digital Light Studio

### 아시아
이스라엘
- PIL Animation
- PitchiPoy Animation Productions
- Snowball Studios

아랍 세계
- Tarek Rashed Studio
- Lammtara Studio
- Curl Stone Entertainment

인도
- Crest Animation Studios (이전에는 Crest Communications)
- Prime Focus
- DQ 엔터테인먼트
- Vaibhav Studios
- Symbiosys Entertainment
- Assemblage Entertainment

인도네시아
- Lumine Studio

중국
- Colorland Animation
- Base FX
- Xing Xing Digital
- Xanthus Animation
- WinSing Animation

일본
- 닌텐도
- 도에이 애니메이션
- 세가
- TMS 엔터테인먼트
- 코나미
- 선러이즈
- 매드하우스
- 캡콤
- 폴리곤 픽처스
- 스튜디오 지브리
- 교토 애니메이션
- 프로덕션 I.G
- OLM
- XEBEC
- 디지털 프론티어
- TMS 지니즈 (이전에는 지니즈 애니메이션 스튜디오)
- 앤서 스튜디오
- A-1 Pictures
- 마자·아니메 플래닛 (이전에는 세가 사미 비주얼 엔터테인먼트)
- 트리거

대한민국
- 선우앤컴퍼니 (이전에는 선우엔터테인먼트)
- 오콘
- 디자인스톰
- 에스에이엠지 엔터테인먼트
- 에넴 (이전에는 메인 스림 스튜디오과 에네메스)
- 아이코닉스
- 그래피직스
- 올리브 스튜디오
- 마로스튜디오
- 삼십팔도씨 애니메이션 스튜디오
- 아이스크림 스튜디오

### 아프리카
남아프리카
- Triggerfish Animation Studios
- Sunrise Productions

### 남아메리카
라틴아메리카
- Ánima Estudios
- Imagination Films

브라질
- Start Desenhos Animados
- Vetor Zero
- 44 Toons
- Hype Animation
- JeováDesign

### 남태평양
오스트레일리아
- Flying Bark Productions
- 애니멀 로직
- 블루 텅그 엔터테인먼트
- Plastic Wax
- Liquid Animation

뉴질랜드
- 웨타 디지털
- Huhu Studios
- Karactaz Animation
- Mechanic Animation

필리핀
- Toon City

하와이
- Hawaii Animation Studios